# Fallet Pelicot
Fallet Pelicot, även känt som våldtäktsmålet i Mazan, är ett franskt rättsfall. Det berör en mängd våldtäkter och andra övergrepp mot Gisèle Pelicot, utförda i och kring sydfranska Mazan mellan 2011 och 2020, av ett antal män och med hjälp av hennes make Dominique Pelicot. Den 19 december 2024 dömdes 47 personer för våldtäkt och fyra ytterligare för andra övergrepp. Rättsfallet har varit ett av de mest omfattande och uppmärksammade i Frankrike på senare år.

## Historik

### Bakgrund
Mellan juli 2011 och oktober 2020 rapporteras Dominique Pelicot, en man bosatt i Mazan i Vaucluse i södra Frankrike, ha utsatt sin hustru Gisèle för ett antal olika övergrepp. Det inkluderar att återkommande ha sövt sin hustru, som han var gift med 1973–2001 och 2007–2024, med droger och därefter ha våldtagit henne, alternativt ha bjudit in andra män till att göra det medan hon varit medvetslös. 

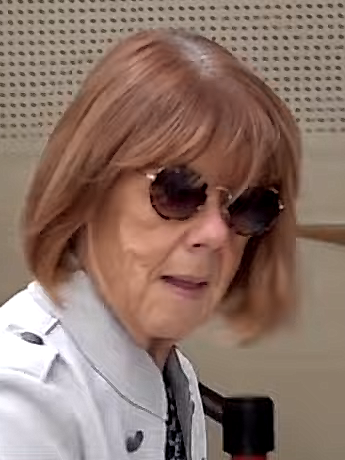
Gisèle Pelicot.

Maken filmade de olika övergreppen, vilket lett till en dokumentation motsvarande 20 000 foton och videor på över 92 våldtäkter av uppskattningsvis 83 olika män. Dominique Pelicot bjöd in de olika männen till att ha sex med hans hustru "utan hennes vetskap" via inlägg på webbplatsen Coco.gg, som i juni 2024 stängdes ner. Året innan hade den 500 000 besök i månaden.
Under dessa år hade Gisèle Pelicot ingen direkt vetskap om övergreppen. Hon upplevde dock oförklarliga neurologiska symptom liksom olika underlivsrelaterade problem. Ingen läkare eller annan vårdpersonal misstänkte vad detta kunde röra sig om.
Brotten upptäcktes i september 2020 när Dominique Pelicot arresterades för att olovligen ha ägnat sig åt intimt fotograferande av kvinnor i en stormarknad. Under den följande polisundersökningen upptäcktes på hans dator tusentals bilder och videor av män som våldtog hans hustru. Samma år skilde sig Gisèle Pelicot från sin make, när hon fått kännedom om hans övergrepp.

### Rättegången
Den 2 september 2024 inleddes rättegången i Avignon (i motsvarande tingsrätten i departementet Vaucluse). Åtalade var de 51 män som via filmerna och bilderna kunnat identifieras och lokaliseras.
Hela rättegången har kunnat ske inför öppna dörrar, eftersom Gisèle Pelicot vägrat framträda anonymt och insisterat på att förhandlingarna skulle vara offentliga. Detta har lett till stor uppmärksamhet för rättsfallet både i Frankrike och internationellt.
De rättsliga förhandlingarna avslutades den 16 december samma år, och tre dagar senare föll domarna. Då dömdes alla de åtalade 51 personerna – alla män, från 27 till 74 års ålder – till olika långa fängelsestraff – 47 personer dömdes för våldtäkt samt två för försök till våldtäkt och två för sexuella övergrepp.
Gisèle Pelicots före detta make Dominique Pelicot dömdes till 20 års fängelse, medan övriga åtalade ådömdes fängelse i mellan 3 och 15 år. 20 år är det strängaste straffet som kan utmätas för våldtäkt i Frankrike. Pelicot dömdes även för att ha tagit obscena foton av sin dotter och två svärdöttrar, liksom för försök till våldtäkt. Domstolens psykiatriska experter bedömde att Dominique Pelicot led av tvångsmässiga sexuella fantasier av olika slag.

### Effekter och efterspel
I samband med rättegången har Gisèle Pelicot fått stor uppmärksamhet inklusive hyllningar av metoo-karaktär. Det gäller bland annat hennes beslut att låta hela rättsprocessen ske öppet, vilket lett till internationell uppmärksamhet och en förnyad fransk debatt runt sexuella övergrepp. Endast en tredjedel av de dömda har uttryckt ånger över sina handlingar; 15 av dem har erkänt våldtäkt, medan övriga endast erkänt medverkan till samlag. Fallet Pelicot har även lett till en fransk debatt omkring manliga normer.
Rättegången har aktualiserat brister i den franska rättsapparaten. Bland annat gäller det den låga andelen våldtäktsanmälningar – 10 till 15 procent – som leder till en fällande dom. I fransk lag förutsätter även brottet våldtäkt "våld, tvång, hot eller överraskning", men inget står nämnt i lagtexten om samtycke. På senare år har en del länder anpassat sin motsvarande lagstiftning till att ta hänsyn till behovet av samtycke, inklusive i Sverige (se samtyckeslagen). Bland annat har metoo-rörelsen bidragit till detta.
Rättsfallet har också belyst problematiken kring sexuella övergrepp som underlättas av droger. År 2022 misstänkte över 1 200 personer i Frankrike att de blivit drogade utan sin vetskap.